# Скинь маму з поїзда
Скинь ма́му з по́їзда (англ. Throw Momma from the Train) — американська чорна комедія 1987 року, пародія на фільм Альфреда Гічкока «Незнайомці в потягу». Режисером картини став Денні ДеВіто, для якого ця робота стала дебютною.

## Сюжет
Виявляється, навіть у надто різних людей може бути щось спільне. Об'єднуючим мотивом є бажання позбутися, причому найдієвішим способом, близької людини. 
Ларрі Доннер (Біллі Крістал) завжди мріяв стати відомим письменником. Багато років, поки дружина мучила його зрадами, Ларрі писав свою книгу. Однієї миті нерви Ларрі не витримують, і він вирішує розлучитися. Маргарет, дружина Ларрі, забравши половину майна, взяла і дописаний сценарій. Тепер вона багата, знаменита, і все це завдяки його твору.
А він за копійки викладає літературу на курсах в університеті і ненавидить свою колишню дружину. На курси до Ларрі ходить Оуен Ліфт (Денні ДеВіто), чоловік у самому розквіті сил, якого всі через маленький зріст називають Маленький Нед. Неду сорок років, але він досі живе зі своєю матір'ю, яка нещадно його дратує і постійно втручається в його справи.
Одного разу в голови цих двох невдах приходить цікавий задум, а саме — обмінятися вбивствами. Тобто кожен буде позбавлений від ненависної йому людини руками іншого. Таким чином, у кожного буде алібі, і рука не здригнеться вбити геть незнайому людину. Так вони думали, коли розробляли свій «геніальний» план, але на справі вийшло все набагато складніше…
Родзинка фільму «Скинь маму з поїзда» — сама мама, яку блискуче зіграла Енн Ремсі. Номінація на премію «Оскар» в категорії «Найкраща жіноча роль другого плану» говорить сама за себе.

## У ролях
| Актор              | Роль                         |
| ------------------ | ---------------------------- |
| Денні ДеВіто       | Оуен / Нед Ліфт              |
| Біллі Крістал      | Ларрі Доннер                 |
| Кім Ґрайст         | Бет Райан                    |
| Енн Ремсі          | місіс Ліфт                   |
| Кейт Малгрю        | Маргарет Доннер              |
| Бренфорд Марсаліс  | Лестер                       |
| Роб Райнер         | Джоел                        |
| Брюс Кірбі         | детектив ДеБенедетто         |
| Джоі ДеПінто       | сержант поліції              |
| Стю Сільвер        | Рамон                        |
| Олівія Браун       | міс Гледстон                 |
| Енні Росс          | місіс Газельтайн (студентка) |
| Рай Бірк           | містер Пінскі (студент)      |
| Рендалл Міллер     | Бакі                         |
| Джеффрі Алан Томас | Міллінґтон                   |
| Гетті Лінн Гертс   | репортер                     |
| Опра Вінфрі        | грає саму себе               |

## Нагороди та номінації
| Нагорода       | Категорія                                         | Суб'єкт      | Результат |
| -------------- | ------------------------------------------------- | ------------ | --------- |
| Оскар          | За найкращу жіночу роль другого плану             | Енн Ремсі    | Номінація |
| Сатурн         | За найкращу жіночу роль другого плану             | Енн Ремсі    | Перемога  |
| Золотий глобус | За найкращу жіночу роль другого плану — Кінофільм | Енн Ремсі    | Номінація |
| Золотий глобус | За найкращу чоловічу роль — комедія або мюзикл    | Денні ДеВіто | Номінація |